# Harpactea ruffoi
Harpactea ruffoi är en spindelart som beskrevs av Pietro Alicata 1974. Harpactea ruffoi ingår i släktet Harpactea och familjen ringögonspindlar.
Artens utbredningsområde är Tunisien. Inga underarter finns listade i Catalogue of Life.